# Visbur
Visbur o Wisbur (n. 319) (nórdico antiguo: Hijo legítimo) fue un rey vikingo legendario de Suecia de la Casa de Yngling. Hijo y sucesor de Vanlandi. Murió quemado en el interior de su hacienda por dos de sus propios hijos en venganza por repudiar a su madre y negar su herencia. Le sucedió su hijo Domalde. Su figura protohistórica aparece en la saga Ynglinga, Ynglingatal e Historia Norwegiæ.
Íslendingabók cita una línea de descendencia en Ynglingatal y menciona a Visburr como sucesor de Vanlandi y predecesor de Dómaldr: vi Vanlandi. vii Visburr. viii Dómaldr.